# Турок, Василий Иванович
Василий Иванович Турок (1920 — 1982) — сельскохозяйственный деятель, Герой Социалистического Труда (1976).

## Биография
Родился 18 февраля 1920 года в селе Нежурино (ныне — Сватовский район Луганской области Украины). Рано остался без родителей. Окончил сельскохозяйственный техникум в Купянске, после чего уехал в Алтайский край, где работал агрономом, управляющим отделением, главным агрономом Бийского свеклосовхоза. С 1949 года был главным агрономом, а с 1952 года — директором совхоза «Рубцовский». В 1955 году окончил Новосибирский сельскохозяйственный институт.
Под его руководством совхоз стал одним из лучших во всём крае, благодаря широкому применению орошаемого земледелия получая рекордные урожаи.
Указом Президиума Верховного Совет СССР от 10 марта 1976 года за «выдающиеся успехи, достигнутые во Всесоюзном социалистическом соревновании, и проявленную трудовую доблесть в выполнении заданий 9-й пятилетки и принятых обязательств по увеличению производства и продаже государству продукции земледелия и животноводства» Василий Турок был удостоен звания Героя Социалистического Труда с вручением ордена Ленина и медали «Серп и Молот».
Активно занимался общественной деятельностью, избирался депутатом Верховного Совета РСФСР, депутатом крайкома и райкома КПСС. Участвовал в ВДНХ и ВСХВ.
Умер 1 июля 1982 года, похоронен в посёлке Чайка Рубцовского района Алтайского края.
Заслуженный агроном РСФСР. Был награждён тремя орденами Ленина, орденом Трудового Красного Знамени и рядом медалей.